# Olau Line
Olau Line était une compagnie maritime créée en 1956 et disparue en 1994. Initialement basée au Danemark, elle a commencé dès 1974 à exploiter plusieurs lignes de ferries entre le Royaume-Uni et les Pays-Bas. La société est rachetée en 1980 par la compagnie allemande TT-Line.

## Histoire
Olau Line est fondée en 1956 par l'homme d'affaires danois Ole Lauritzen. À l'origine, l'entreprise se concentre sur le transport de marchandises et affrète des tankers et des cargos à d'autres compagnies maritimes. C'est en 1974 que Olau Line s'intéresse au transport de passagers et ouvre une ligne maritime entre Sheerness au Royaume-Uni et Flessingue aux Pays-Bas et une autre reliant les iles danoises, Copenhague - Aalborg, mais cette dernière est fermée après seulement un mois de service. Entre 1974 et 1976, la consistance de la flotte Olau varie considérablement, jusqu'à ce qu'en 1976, date à laquelle la société fait l'acquisition de l'Apollo de la Rederi AB Slite et le rebaptise Olau Kent et achète également Finnpartner de Finnlines et le renomme Olau Finn. Ces deux navires forment la flotte Olau pour les quatre prochaines années.
En 1977 Olau tente d'ouvrir une ligne Sheerness - Dunkerque (France) mais sans succès. À la fin des années 1970, l'entreprise est en faillite, et en 1979, Ole Lauritzen est contraint de vendre 50% d'Olau à la compagnie allemande TT-Line. L'année suivante, Lauritzen vend les parts restantes de la compagnie à TT-Line. Les navires de la compagnie changent également de livrée, le logo devient similaire à celui de TT-Line mais arbore les couleurs rouge et bleue au lieu de jaune et bleue. En 1981, TT-Line décide de mettre en service deux cruise-ferries, le Olau Hollandia et le Olau Britannia. Les navires sont livrés respectivement en 1981 et 1982. Contrairement aux navires précédents de Olau, dont la plupart ont été immatriculés au Royaume-Uni, les nouveaux navires sont immatriculés en Allemagne.
À la fin des années 1980 TT-Line décide de remplacer le Olau Hollandia et Olau Britannia par de nouveaux navires. En 1986 et 1987, la société commande deux cruise-ferries dont la conception est basée sur celle des Olau Hollandia et Britannia. Ceux-ci sont livrés en 1989 et 1990 et sont également nommés Olau Hollandia et Olau Britannia. Les nouveaux Olau Hollandia et Olau Britannia font plus de deux fois la taille des vieux navires des mêmes noms, et se révélèrent très vite trop grands pour la ligne, ils ont été construits pour. En raison des coûts élevés d'exploitation, les navires ont été retirés du registre allemand et immatriculés au Luxembourg en janvier 1993, mais l'action de l'Union des marins allemands a contraint les navires à être réimmatrculés en Allemagne un mois plus tard. En 1994, TT-Line fait des plans pour déplacer les navires sous pavillon des Bahamas, mais le Syndicat des marins allemands protestent à nouveau. En mai 1994, TT-Line décide de dissoudre Olau Line. 
À la suite de la dissolution de Olau Line, les Olau Hollandia et Olau Britannia sont vendus à P&O Ferries qui les utilisent avec succès pendant plusieurs années sur la ligne Le Havre - Portsmouth.

## Flotte
- Olau East (1974–1975) - démoli en 1985
- Bastø (1974–1975, affrété)
- Olau West (1974–1976) - actuel Azzurra de Azzurra Line
- Olau Dana (1975–1976, affrété) - démoli en 2003
- Olau Kent (1976–1980) - actuel Apollo de Woodward Group
- Olau Finn (1976–1981, affrété) - démoli en 2003
- Espresso Olbia (1980–1981, affrété) - actuel Baia Sardinia de D&P Cruises
- Olau Hollandia (1981-1989) - actuel Nordlandia de Eckerö Line
- Olau Britannia (1982–1990) - actuel Julia de Fastnet Line
- Olau Hollandia (2) (1989–1994) - actuel SNAV Sardegna de SNAV
- Olau Britannia (2) (1990–1994) - rebaptisé SNAV Lazio de SNAV, plus tard renommé GNV ATLAS pour la compagnie italienne GNV